# Mediterranea amaltheae
Mediterranea amaltheae је пуж из реда Stylommatophora. 

## Угроженост
Ова врста се сматра рањивом у погледу угрожености врсте од изумирања.

## Распрострањење
Грчка је једино познато природно станиште врсте.

## Станиште
Врста Mediterranea amaltheae има станиште на копну.